# Thermopsis barbata
Thermopsis barbata är en ärtväxtart som beskrevs av George Bentham. Thermopsis barbata ingår i släktet lupinväpplingar, och familjen ärtväxter. Inga underarter finns listade i Catalogue of Life.